# Аржаков, Михаил Петрович
Михаил Петрович Аржаков (14 сентября 1903, Борисово, Московская губерния — 24 июня 1977) — директор Калининградского машиностроительного завода с 1950 по 1974 годы, лауреат Государственной премии СССР (1976).

## Биография
Родился в селе Борисово (в настоящее время — в Можайском районе Московской области) в крестьянской семье.
После службы в армии работал на заводе «Союз-Золото», затем поступил в Московский институт цветных металлов и золота. В 1932 году начал работу инженером на авиационном заводе № 34. В 1933—1934 был направлен на стажировку на американскую фирму Wright Company, а затем в командировку в Германию. Впоследствии занял должность директора завода. В 1940 году был награждён орденом Трудового Красного Знамени.
В годы войны руководил эвакуацией завода в город Кузнецк, затем Троицк Челябинской области и организацией производства на новом месте. Выполнение этой задачи было отмечено 1943 году орденом Красной Звезды.
В 1944 году назначен директором авиационного завода № 43. В 1950 году окончил Академию авиационной промышленности и получил назначение директором на завод № 455 в Костино, ставший впоследствии Калининградским машиностроительным заводом.
Под руководством Аржакова в 1956 году началось серийное производство первой советской управляемой ракеты класса «воздух-воздух» РС-1-У, а также другой ракетной техники.
Скончался 24 июня 1977 года. Похоронен в Москве на Востряковском кладбище.
В память о Михаиле Петровиче Аржакове названа улица в подмосковном Королёве.

## Награды
- Лауреат Государственной премии СССР — за создание ракеты Р-40 (1973)
- Орден Трудового Красного Знамени (04.11.1940) — «за достижения в создании и освоении новых винтов, радиаторов, приборов и агрегатов для Красного Воздушного Флота»
- Орден Красной Звезды (1943)
- Орден Отечественной войны I степени (1945)
- Орден Ленина
- Орден Октябрьской Революции
- Почётная Грамота Президиума Верховного Совета РСФСР
- медали
- Почётный гражданин города Калининграда (в настоящее время — Королёв)